# Miami Springs
Miami Springs är en stad (city) i Miami-Dade County, i delstaten Florida, USA. Enligt United States Census Bureau har staden en folkmängd på 14 129 invånare (2011) och en landarea på 7,5 km².